# Viñeta (artes gráficas)

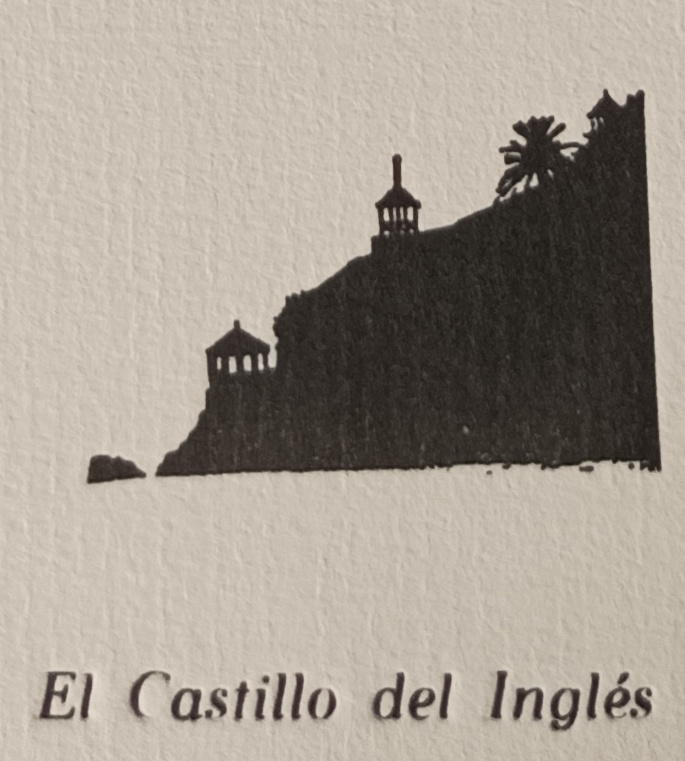
Viñeta distintiva de colección «El Castillo del Inglés» - Antigua Imprenta Sur

Viñeta, en artes gráficas, es un diseño decorativo, generalmente en libros, usado tanto para separar secciones o bloques o capítulos, como para simplemente decorar, pudiendo ser conocida, entonces, como viñeta decorativa.

## Usos
El primer uso del término viñeta en artes gráficas proviene del francés vignette y alude, en propiedad, a un dibujo o estampa que se pone como adorno en el principio o el fin de los libros y capítulos. Es decir, es una forma única para enmarcar una imagen, ya sea ilustración o fotografía. En lugar de que los bordes de la imagen sean rectilíneos, se superponen con ilustraciones decorativas que presentan un contorno único. 
De manera similar, es el uso de la palabra viñeta en fotografía, donde los bordes de una imagen no son lineales o, a veces se suavizan, con una máscara —a menudo, es el resultado de un proceso del cuarto oscuro de introducir una pantalla—. Una viñeta ovalada, en este caso, es probablemente el ejemplo más común.
Originalmente, una viñeta era un diseño de hojas de vid y zarcillos (vignette significa «pequeña vid», en francés). El término también se utilizaba para designar un pequeño adorno sin borde, en lo que de otro modo habría sido un espacio en blanco, como el que se encuentra en una portada, una cabecera o una contraportada.
El uso en el diseño gráfico moderno se deriva de las técnicas de edición de libros que se remontan a la Edad Media (ca. 1450 a 1800), cuando una viñeta se refería a un diseño grabado impreso utilizando una prensa de planchas de cobre, en una página que ya había sido impresa utilizando una prensa de letras (Imprenta).
Las viñetas se distinguen a veces de otras ilustraciones en el texto impresas en una prensa de planchas de cobre por el hecho de que no tienen borde; estos diseños suelen aparecer solo en las portadas. Las xilografías, que se imprimen en una prensa tipográfica y se utilizan también para separar secciones o capítulos, se identifican como cabecera, coletilla u ornamento de imprenta, según su forma y posición.

### Otros usos
Las viñetas también son las diversas unidades narrativas de una historieta y representan cada uno de los momentos de una historieta. Son un elemento gráfico que se usa para que el lector vaya concatenando una narración.
En tipografía o en algunos procesadores de textos, incorrectamente se denomina viñeta al símbolo tipográfico o glifo utilizado para señalar los elementos o incisos que forman una lista con bolos, cuya forma puede ser redonda (•), cuadrada o romboidal, generalmente. Los términos topo, bolo, punto o boliche son los adecuados para referirse a estos glifos.

## Viñeta decorativa
Una viñeta decorativa es una forma única de encuadrar una imagen, ya sea una ilustración o una fotografía. En lugar de que los bordes de la imagen sean rectilíneos, se superponen con obras de arte decorativas con un contorno único. Esto es similar al uso de la palabra en fotografía, donde los bordes de una imagen que ha sido viñeteada no son lineales o, a veces, se suavizan con una máscara, a menudo un proceso de cuarto oscuro de introducción de una pantalla. Una viñeta ovalada es probablemente el ejemplo más común.[cita requerida]
Originalmente, una viñeta era un diseño de hojas de parra y zarcillos (del francés vignette: enredadera pequeña). El término también se usó para un pequeño adorno sin borde, en lo que de otra manera habría sido un espacio en blanco, como el que se encuentra en una página de título, un tocado o un cordal.[cita requerida]

## Galería de imágenes
|                                     |
| Viñeta por William Brown Macdougall |

|                                           |
| Eiriksonnenes saga - viñeta 1 - G. Munthe |

|                                                  |
| Viñeta de Von Münsterischen Widertauffern (1589) |